# Takayoshi Ono
Takayoshi Ono (小野 隆儀 Ono Takayoshi?, nacido el 30 de abril de 1978 en Fukushima) es un exfutbolista japonés. Jugaba de delantero y su único club fue el Mito HollyHock de Japón.

## Trayectoria

### Clubes
| Club           | País  | Año         |
| -------------- | ----- | ----------- |
| Mito HollyHock | Japón | 2001 - 2003 |